# Heterorhea dabbenei
Heterorhea dabbenei är en utdöd fågel i familjen nanduer inom ordningen nandufåglar. Den beskrevs 1914 utifrån fossila lämningar från gränsen mellan miocen och pliocen funna i Argentina.